# Harre Vig
Harre Vig er en bugt i Limfjorden øst for Lysen Bredning, der igen ligger øst for Sallingsund. Den næsten runde vig har en diameter på ca. 2 km, og er op til 6 meter dyb. Den ligger i Salling (Skive Kommune) ca. 5 km. syd for Glyngøre og 4 km vest for Roslev. Vigens åbning ligger mod vest og  afgrænses mod nord af Sesterodde og Harre Bjerg, hvor der er et sommerhusområde og en golfbane.  Mellem de to punkter går det lille Harre Nor ca. 1,5 km mod nord, hvor den lille Harre Å har sit udløb.  Den sydlige afgrænsning er en halvø med det 15 meter høje Hjerk Bjerg.
Nord for Harre Vig ved Kapeldal, neden for landsbyen Harre, ligger en ruin af en ca. 21 m lang romansk bygning, bestående af kor og skib ved navn  Frue Kirke .
Området ved Harre Vig er rigt på arkæologiske fund og lokaliteter fra yngre jernalder, vikingetid og middelalder . 

## Eksterne kilder og henvisninger
1. ↑  dkconline.dk (Webside ikke længere tilgængelig)
2. ↑  "Kort på dkconline.dk". Arkiveret fra originalen 21. april 2021. Hentet 28. januar 2022.

|  | Denne artikel om lokaliteten Harre Vig kan blive bedre, hvis der indsættes et (bedre) billede. Du kan hjælpe ved at afsøge Wikimedia Commons for et passende billede eller lægge et op på Wikimedia Commons med en af de tilladte licenser og indsætte det i artiklen. |

56°42′2″N 8°53′51″Ø / 56.70056°N 8.89750°Ø